# Désiré Denuit
 (février 2009).
Désiré Denuit, né le 16 avril 1905 à Couture-Saint-Germain et mort à Ottignies le 10 novembre 1987 est un journaliste belge, écrivain et un militant wallon.

## Biographie
Fils de paysan, Désiré Denuit est Lasnois d'origine. Il a eu la chance d'être «découvert» par son instituteur qui lui a permis, grâce à son enseignement et son empathie, d'accéder à une carrière qu'il n'aurait même pas pu imaginer embrasser. 
Très jeune, au cours de ses études d'humanités, il rencontre Joseph Cardijn et fonde une équipe de la Jeunesse ouvrière chrétienne. Il collabore un temps à des journaux quotidiens d'Anvers dont Le Matin, puis passe à la rédaction du journal Le Soir. Il avait rejoint l'équipe de La Terre wallonne en 1929. Au départ, dans la revue d'Élie Baussart il écrit des articles de fond consacrés à des écrivains wallons comme Hubert Krains ou Jean Tousseul, puis signe des articles plus politiques sous le pseudonyme de Germain Couture. Il observe les difficultés de la démocratie, rend compte aux lecteurs de la revue wallonne de l'évolution des esprits dans une Flandre qu'il connaît bien.
Il prend la direction du Soir après avoir monté un à un les échelons du quotidien bruxellois, et notamment publié plusieurs séries de reportages risqués depuis ce qui était à l'époque le Congo belge (actuelle République démocratique du Congo). 

Il comprend bien les inquiétudes wallonnes manifestées au Congrès national wallon de 1945, s'inquiète du vote sentimental qui signifierait la fin de la Belgique : 
« Il importe aujourd'hui que l'État belge ne renonce pas à aider les Wallons défavorisés, et c'est au premier chef, un problème gouvernemental. Voilà pourquoi et dans quelle mesure nous sommes avec les Wallons. »
Désiré Denuit, publie toujours sous le pseudo de Germain Couture des articles dans Forces nouvelles qui soutient l'expérience de l'UDB. Mais il prend aussi en quelque mesure la défense du Congrès national wallon après l'interpellation d'Harold D'Aspremont Lynden demandant que l'on traite les Congressistes wallons de Liège comme les autres inciviques :
« La droite paraît être sensible au reproche de couver les inciviques. Elle réagit en taxant ses adversaires d'incivisme. Elle semble tout heureuse de traiter de la sorte les Wallons du Congrès de Liège. Qu'elle prenne garde ! Les Wallons possèdent un vieux proverbe : Que celui qui est rogneux se gratte ! »
Désiré Denuit rend compte de la première Histoire de Wallonie parue sous la direction de Léopold Genicot. En 1985, se remémorant le slogan flamand selon lequel les Wallons devraient payer seuls pour leur acier, il écrit, se remémorant l'événement en 1985 :
« En 1983, nous serons au bord du séparatisme avec une nation flamande en  plein essor face à une Wallonie déclinante mûre pour la colonisation. »
En 1965, quand se met en place le Gouvernement Harmel-Spinoy, Pierre Harmel répond à une interview de D. Denuit qu'il faut abandonner l'idée de faire l'unité et d'essayer l'union, ce qui réjouit Marcel Thiry écrivant que Pierre Harmel a rejoint Jules Destrée.  
Désiré Denuit vit publier, le jour de sa mort, une édition spéciale très épaisse du journal auquel il collaborait et qui est en fait une histoire de celui-ci : Le Soir. Un siècle d'histoire, Bruxelles, 1987, plusieurs fois cités dans cette page. D. Denuit fut aussi un écrivain dont on peut retenir les titres : L'Été ambigu de 1940. Carnets d'un journaliste (Bruxelles, 1940), Vie d'un village, Le Village dans la guerre (Bruxelles 1980) et Fernand Demany mousquetaire de la Résistance. 
En 1998, le journaliste donne son nom à une école spécialisée de Lasne. Le projet, lancé quinze ans plus tôt, vise à séparer l'école d'enseignement spécial de type 3, responsable d'une cinquantaine d'élèves (6 classes) souffrant de troubles du comportement, des bâtiments de l'IMP (Institut médico-pédagogique) de La Source Vive.  
Le comité d'administration de l'école a décidé de dédier ces nouveaux bâtiments à la mémoire de l'ancien rédacteur en chef du «Soir», sachant l'attachement et la reconnaissance que vouait Désiré Denuit à l'école.